# バナナ塾
『芸能人更生バラエティ バナナ塾』（げいのうじんこうせいバラエティ バナナじゅく）は2012年10月2日から2014年9月30日まで東海テレビで放送されていた深夜バラエティ番組。バナナマンの冠番組である。

## 概説
『バナナマンのブログ刑事』の後継番組で、出演者・放送時間共に同じ、バナナマン＆大島麻衣の第2シーズン番組。私立学校を舞台に出演者の日村が塾長、設楽が副塾長、大島が女教官にそれぞれ扮して、所属事務所から送り込まれるゲストの問題点を改善・解決するという内容であり、ブログ刑事では更生プランに相当する企画を行う。
ゲストを招き入れる前に行っているバナナマンと大島麻衣のオープニングトークはオンエア上では20～30秒程度しか放送されていないが、収録時は3人が毎回楽しく話し込んでしまうために10～20分以上も行われており、そのため大幅にカットされている（このため、待たされたゲストから「長い」などと苦情を入れられる事もあった）。また、余りにも大幅にカットされているため、設楽は収録中に「（オープニングトークが）全然使われていない!」「どうせ、ここ（オープニングトーク）なんかバッサリ（カット）んなんだから」などと文句を言った事もある。このオープニングトークの模様は最終回にて一部放送された他、後日発売されたDVD内にて「特典映像」として収録されている。
主に東京で撮影するものの、東海テレビが所属するFNS系列のキー局であるフジテレビでの放送実績がない。
後継番組はバナナマン&大島麻衣の第3シーズン『オトナ養成所 バナナスクール』。

## 出演者
- バナナマン（設楽統・日村勇紀）
- 大島麻衣

## ネット局と放送時間
| 放送対象地域   | 放送局                    | 系列                          | 放送日時                 | 放送開始日           |
| -------------- | ------------------------- | ----------------------------- | ------------------------ | -------------------- |
| 中京広域圏     | 東海テレビ（THK）         | フジテレビ系列                | 火曜 24時40分 - 25時10分 | 2012年10月2日 制作局 |
| 福岡県         | テレビ西日本（TNC）       | フジテレビ系列                | 火曜 25時30分 - 26時00分 | 2012年10月16日       |
| 鹿児島県       | 鹿児島テレビ（KTS）       | フジテレビ系列                | 金曜 26時35分 - 27時05分 | 2012年10月26日       |
| 岡山県・香川県 | 岡山放送（OHK）           | フジテレビ系列                | 土曜 25時05分 - 25時35分 | 2012年10月27日       |
| 近畿広域圏     | 関西テレビ（KTV）         | フジテレビ系列                | 木曜 4時30分 - 4時54分   | 2012年10月29日       |
| 北海道         | 北海道文化放送（UHB）     | フジテレビ系列                | 木曜 24時55分 - 25時25分 | 2012年11月2日        |
| 福島県         | 福島テレビ（FTV）         | フジテレビ系列                | 木曜 24時40分 - 25時10分 | 2012年11月22日       |
| 長野県         | 長野放送（NBS）           | フジテレビ系列                | 木曜 24時40分 - 25時10分 | 2012年11月22日       |
| 新潟県         | 新潟総合テレビ（NST）     | フジテレビ系列                | 月曜 25時30分 - 26時00分 | 2012年12月4日        |
| 大分県         | テレビ大分（TOS）         | フジテレビ系列 日本テレビ系列 | 金曜 25時58分 - 26時28分 | 2012年12月17日       |
| 長崎県         | テレビ長崎（KTN）         | フジテレビ系列                | 火曜 25時15分 - 25時45分 | 2012年12月20日       |
| 宮城県         | 仙台放送（OX）            | フジテレビ系列                | 金曜 25時05分 - 25時35分 | 2013年3月8日         |
| 広島県         | テレビ新広島（TSS）       | フジテレビ系列                | 金曜 25時00分 - 25時30分 | 2013年3月11日        |
| 静岡県         | テレビ静岡（SUT）         | フジテレビ系列                | 日曜 25時25分 - 25時55分 | 2013年3月29日        |
| 熊本県         | テレビくまもと（TKU）     | フジテレビ系列                | 不定時                   | 2013年4月3日         |
| 山形県         | さくらんぼテレビ（SAY）   | フジテレビ系列                | 月曜 25時00分 - 25時30分 | 2013年4月8日         |
| 岩手県         | 岩手めんこいテレビ（mit） | フジテレビ系列                | 不定時                   | 2013年4月17日        |
| 福井県         | 福井テレビ（FTB）         | フジテレビ系列                | 木曜 24時45分 - 25時15分 | 2013年4月18日        |
| 富山県         | 富山テレビ（BBT）         | フジテレビ系列                | 水曜 25時45分 - 26時15分 | 2013年6月13日        |
| 神奈川県       | テレビ神奈川（tvk）       | JAITS                         | 火曜 23時00分 - 23時30分 | 2013年7月5日         |
| 秋田県         | 秋田テレビ（AKT）         | フジテレビ系列                | 火曜 24時35分 - 25時05分 | 2014年4月1日         |

## リリース作品

### DVD
全てポニーキャニオンから発売。なお、「ブログ刑事」のDVDは10巻発売されているのに対し、「バナナ塾」のDVDは4巻のみの発売に留まっている（2018年現在）。
- VOL.1～VOL.2（2013年8月30日発売）
- VOL.3～VOL.4（2014年8月29日発売）

### その他
下記の商品は2018年現在も東海テレビのオンラインショップ内で販売されている。
- オリジナルTシャツ（ターコイズ・ネイビー・ブラック・女性用のホットピンクの4種類）
- ミニトートバック（ナチュラル・トロピカルピンク・ネイビー・ブラックの4種類）
- キーホルダー

## スタッフ
- ナレーター：渡辺美佐
- 構成：木南広明、成瀬正人
- TD/AUD：藤田勝巳
- VE：田辺拓哉
- CAM：古俣智則、澤田基宏、今井健一
- EED：宮原明男、木戸利彦
- MA：伊藤剛
- CG：ODDJOB
- 音効：岡沢秀二
- 企画協力：ポニーキャニオン
- 技術協力：fmt（旧八峯テレビ）、オムニバス・ジャパン
- デスク：清水雅子、鳥井佳代子
- AP：小澤慧里子
- AD：阿部祐也、坂齊大輔、貝賀奈津美、福井ひと美、渡辺康史、高橋鮎子、山崎一幸
- ディレクター：井上充、坂本篤、山口博、若松芳行、田上晃一/阿部裕一郎、小松利光、川崎敬
- 総合演出：有田武史
- プロデューサー：石岡茂雄
- チーフプロデューサー：佐野雅彦
- 制作協力：D:COMPLEX
- 制作著作：東海テレビ放送